# Verdad de razón
Una verdad de razón o verdad analítica es una proposición que predica algo sobre una entidad, tal que la definición de dicha entidad implica lógicamente el predicado. Es decir, una verdad de razón es una forma más o menos explícita de tautología que involucra algún predicado de primer orden. Por ejemplo:
Los alimentos son comestibles
Es una proposición verdadera ya que algo no puede ser un alimento sin ser comestible (aunque es posible hablar de alimentos en mal estado que no sean comestibles, pero esa complicación se debe a otra complicación lingüística que aquí es intrascendente). La verdad de dicha proposición y de otras verdades de razón está indisolublemente unida a la identidad del sujeto (los alimentos) en su relación con sus predicados (ser comestible).
Las verdades de razón entendidas como proposiciones en las que la definición de sujeto involucra el predicado o lo atribuido por la proposición, son ciertas necesariamente como consecuencia directa del principio de identidad y del principio de no contradicción. 
Estas verdades se consideran meramente verdades formales o tautologías, toda vez que el lenguaje encuentra su significación a través de la semiótica y la gramática y ha perdido sentido metafísico. Frente a estas verdades de razón o verdades formales se encuentran las verdades de hecho, cuyo contenido de verdad depende del hecho de experiencia. Tales son los contenidos de la ciencia en cuanto siempre tendrán que someterse al experimento cuando menos posible.

## Historia del concepto

### Antigüedad clásica y Alta Edad Media
El antecedente primero del concepto lo encontramos en la famosa formulación de Parménides sobre el ser tal como ha venido a interpretarse en la filosofía tradicional: “El Ser es y el no-Ser no es” que establece la necesidad del pensamiento a partir del principio de identidad.
Más elaborada aparece la noción de Platón, en boca de Sócrates, a lo largo de sus diálogos. 
En efecto, las verdades de razón se manifiestan en el conocimiento dialéctico platónico que permite conocer el orden y el ser del mundo, a partir del orden jerárquico de las ideas.
Cualquier afirmación sobre el «ser» material es la afirmación de ese ser como participante o caso particular de una idea, ahora conocida como «concepto universal» que, en último término define la noción como identidad de aquello de lo que se afirma.
El conocimiento de lo real, de las ideas, es la ciencia. El conocimiento de la experiencia, de lo sensible es la opinión. Aristóteles, por su parte, añade como principio supremo del pensar necesario el principio de no contradicción:

"Y el principio más firme de todos es aquel acerca del cual es imposible engañarse; tal es necesariamente en efecto el principio más conocido (pues todos yerran respecto a lo que no conocen) y no hipotético; pues no puede ser hipotético aquel principio que necesariamente debe poseer el que quiera conocer cualquiera de los entes....El principio en cuestión se anuncia así: "es imposible que a lo mismo y bajo un mismo respecto lo mismo le pertenezca y a la vez no le pertenezca". Este es el más firme de todos los principios pues se atiene a la definición dada. Es en imposible, en efecto, que alguien aprehenda una cosa siendo y a la vez no siendo, como algunos piensan que decía Heráclito, pues no es necesario que todo aquello que se dice sea de verdad aprehendido. Y si no es posible que los contrarios a la vez pertenezcan a lo mismo y si la opinión de la contradicción es contraria a toda opinión, es evidente la imposibilidad de que uno aprehenda lo mismo siendo y a la vez no siendo.... De ahí que todas las demostraciones se remonten a esta creencia límite, pues tal es por naturaleza el principio de todos los demás axiomas"
Metafísica 1005b,10-34.

Para Aristóteles, que no admite la preexistencia de las ideas platónicas, lo que se predica categóricamente es fruto de un proceso de abstracción a partir de la experiencia, o se deduce a partir de principios necesarios, (axiomas o verdades ya establecidas como tales), como es el caso del silogismo categórico. Tales verdades llevan el sello del conocimiento de lo que es necesario por “ser lo que es”.

Silogismo es un argumento en el cual, establecidas ciertas cosas, resulta necesariamente de ellas, por ser lo que son, otra cosa diferente”.(sin subrayar en el original)
Aristóteles An. Pr. I 24 b 18-23

Porfirio completó la dialéctica de Platón con la analogía y las categorías aristotélicas con su famoso árbol de Porfirio y sistematizó estas relaciones mediante los cinco predicables: género, especie, diferencia, propiedad y accidente. Los predicados accidentales se excluyen de la noción del sujeto, puesto que no afectan a la esencia y por tanto no se incluyen en la noción del sujeto.

### Baja Edad Media
En la Baja Edad Media se consideran nuevos aspectos de la noción. 
Estas ideas clásicas expuestas en los comentarios de Boecio, al reintroducir nuevamente el pensamiento de Aristóteles, tuvieron enorme influencia en la Edad Media. Importancia especial tiene el concepto de Ser de existencia de Avicena que introduce la idea de la esencia o idea platónica como ser posible independiente de la existencia del ser individuo como existente. Esto facilitó la gran polémica sobre la realidad de los conceptos universales tan importante en la historia de la Universidad de París, siglo XI-XIII.
Duns Escoto considera la contingencia del mundo creado como efecto de una causalidad no necesaria, sino dependiente de la Voluntad divina, principio necesario y suficiente para la existencia del mundo. Subraya por otro lado la existencia de lo individual y concreto, no asumible en el concepto universal.
En esta polémica se plantea claramente el problema de la individualización, que pone en cuestión la valoración realista de los conceptos. Tal es el problema que plantea el nominalismo.
Se inicia así un proceso de cambio en la valoración de este tipo de verdades rigurosas, universales y necesarias como ciencia contrapuestas a las verdades de la experiencia que constituían la opinión.

### El Renacimiento
En el Renacimiento, el padre Francisco Suárez considera la identidad del sujeto con sus predicados;  rechaza las pruebas de la demostración de la existencia de Dios según el principio de causalidad física y subraya que dicha demostración ha de provenir del paso de lo creado a su Creador: de lo contingente a lo necesario, introduciendo la reflexión sobre lógica modal. 
Tanto en su método de reflexión formalista como en la modernidad de su pensamiento es el antecedente más próximo a lo que va a constituir uno de los fundamentos del racionalismo y el establecimiento de un nuevo principio lógico: el principio de razón suficiente, sobre el que el concepto de “verdad de razón” va a encontrar su definición última.

### La Edad Moderna
La filosofía de Descartes hace que la relación de las ideas (contenidos de conciencia) con el mundo sea problemática. Descartes acepta la idea del conocimiento del mundo, (posible, contingente y existente) como verdad evidente con certeza, a partir de la demostración de la idea innata de Dios como ser perfecto (argumento ontológico) y la superación de la idea del genio maligno, como expone en su Duda metódica.
La lógica de Port-Royal, basada fundamentalmente en la filosofía de Descartes, asume la formalización silogística de Aristóteles pero, mientras Aristóteles pretende manifestar o decir lo que es la realidad, ahora el juicio categórico se plantea bajo el punto de vista de la identificación del predicado con el sujeto  percibidos no como realidades sino como ideas, como contenidos de conciencia. Solo la confianza en Dios permite pasar de la afirmación de lo posible a la afirmación de lo existente, en determinadas condiciones.
Definitivamente es Leibniz quien elabora el concepto de verdad de razón, como exigencia del método riguroso y analítico impuesto por Descartes, y  ante el hecho de la aplicación matemática a la naciente ciencia que está aplicando una nueva lógica de la experiencia.
La noción de Leibniz, embebida en una metafísica especial, la monadología, fue no obstante utilizada de forma diferente, sobre todo por Hume y Kant.
Hume acomoda esta distinción entre conocimiento de hechos como verdades de hecho, y relación de ideas como verdades de razón.
Kant, por su parte, intenta establecer un puente entre las verdades apriori (analíticas y de razón) y verdades a posteriori (sintéticas y de hecho), mediante los juicios sintéticos apriori.

### Pensamiento actual
En la filosofía contemporánea, una vez que el lenguaje ha perdido sus connotaciones metafísicas y su significado y sentido se justifica en la Semiótica y la Gramática,  las verdades de razón se consideran meramente como verdades formales o tautologías.

## El concepto de "verdad de razón" según Leibniz
El método cartesiano se basa en una evidencia con certeza que progresa por medio del análisis avanzando de evidencia en evidencia. Ninguna cosa podría quedar fuera del conocimiento fundado en las “razones de análisis”. El mundo se explica de forma mecánica  tal y como estaba demostrando la ciencia  siguiendo el modelo matemático, tal como propugnaba Galileo:

La filosofía está escrita en este gran libro continuamente abierto ante nuestros ojos, me refiero al universo, pero no se puede comprender si antes no se ha aprendido su lenguaje y nos hemos familiarizado con los caracteres en los que está escrito. Está escrito en lenguaje matemático, y los caracteres son triángulos, círculos y demás figuras geométricas, sin los cuales es humanamente imposible entender ni una sola palabra; sin ellos se da vueltas en vano por un oscuro laberinto.
Galileo. Il sagiattore.

Descartes piensa que su método es capaz de establecer cualquier verdad posible:

En fin, para desvelar simplemente el objeto de mi empresa deseo dar al público no ya un Ars Brevis como Lulio, sino una ciencia de fundamentos nuevos que permita resolver todas las cuestiones que se puedan proponer sobre cualquier género de cantidad, continua, discontinua, y cada una de ellas según su naturaleza... La obra en cierto modo infinita, y no puede ser llevada a cabo por uno solo. ¡proyecto increíblemente ambicioso! Pero he vislumbrado no sé qué luz en el caos oscuro de esta ciencia, y estimo que, con la ayuda de esta luz, se podrán disipar las tinieblas más espesas.
Descartes. Carta a Beekman del 26 de marzo de 1619.

Por su parte Leibniz, racionalista y cartesiano, no encuentra que toda explicación tenga que y pueda ser mecánica':

Siendo aun niño estudié a Aristóteles y los escolásticos mismos no me repelieron y al presente no siento de ello ningún arrepentimiento. Pero también Platón y Plotino me causaron desde entonces cierto agrado, sin hablar de otros antiguos que asimismo consulté. Después, ya liberado de la trivial filosofía escolar, caí en los modernos, y recuerdo que me paseaba solo por un bosquecillo cerca de Leipzig, llamado de Rosenthal, a la edad de 15 años, para deliberar si debía conservar las formas sustanciales. Al fin prevaleció el mecanicismo que me llevó a aplicarme a las matemáticas. Es verdad que no me metí en ellas hasta que conversé con Hyguens en París. Pero, cuando quise buscar las últimas razones del mecanicismo y de las leyes mismas del movimiento, me encontré sorprendido al ver que era imposible encontrarlas en las matemáticas, y que era preciso volver a la metafísica y esto es lo que me hizo volver a las entelequias y volver de lo material a lo formal; y me hizo al fin comprender, después de muchas correcciones y pasos adelante en mis ideas, que las mónadas o sustancias simples son las únicas sustancias verdaderas y que las cosas materiales no son más que fenómenos, aunque bien fundados y coordinados. Algo de esto entrevieron ya Platón y los académicos posteriores y los mismos escépticos.....
He comprobado que la mayor parte de las sectas tienen razón en buena parte de lo que asientan, pero no en lo que niegan. Los formalistas, como los platónicos y los aristotélicos, tienen razón en buscar la fuente de las cosas en las causas finales y formales. Pero no la tienen en descuidar las causas eficientes y materiales y concluir de ahí, como hacía Henry Moore en Inglaterra, y algunos otros platónicos, que hay fenómenos que no pueden ser explicados mecánicamente. Pero, por otro lado los materialistas, o aquellos que no tienen en cuenta más que una filosofía mecánica hacen mal al desechar las consideraciones metafísicas y al querer explicarlo todo por principios sensibles. Me glorío de haber penetrado la armonía de los diferentes reinos, y de haber visto que las dos partes tienen razón, a condición de que no choquen entre sí; que todo sucede en los fenómenos naturales de un modo mecánico y al mismo tiempo de modo metafísico, pero que la fuente de la mecánica está en la metafísica.
Leibniz. Carta a  Pierre Rémond en 1714.

En el fondo está exigiendo un  principio de razón suficiente donde se anulara la distinción entre verdades de hecho y verdades de razón: nada puede quedar fuera o al margen de la Razón. 
- Si existe algo existe lo Necesario

Siendo las “verdades de razón” una idea principal de la filosofía leibniziana, su formulación aparece de muchas maneras y en diversos contextos:

...que jamás ocurre algo sin que haya una causa o al menos una razón determinante, es decir, algo que pueda servir para dar razón a priori de por qué algo existe y por qué existe de esta manera más bien que de otra manera.
Teodicea, I, 44.

Nuestros razonamientos están fundados sobre dos grandes principios: el de contradicción..., y el de la razón suficiente, en virtud del cual consideramos que ningún hecho podría hallarse ser verdadero o existente, ningún enunciado verdadero, sin que haya una razón suficiente por la que ello sea así y no de otra manera, si bien estas razones las más de las veces no nos puedan ser conocidas.
Monadología, § 31,32.

Leibniz considera este concepto en contraposición al concepto empirista de las verdades de la experiencia como verdades de hecho, insuficientes para fundamentar un conocimiento científico.
Leibniz considera las verdades de hecho. Pero, ante el hecho exitoso de la ciencia moderna mediante sus análisis y métodos, piensa que dichas verdades están sometidas a un principio de necesidad según el principio de razón suficiente; pertenecen, sí, al mundo material de la experiencia, de la opinión, pero, conforme a este principio de razón suficiente, se encuentran también sometidas a una necesidad propia de la identidad de cada  sujeto, la mónada y su actividad de la que se derivan sus predicados que, por tanto, dimanan de y se identifican con la propia identidad de la mónada.
El mundo se desarrolla conforme a esas actividades naturales de las mónadas, según el principio tradicional operari sequitur esse (el obrar es conforme al ser). El método científico permite el conocimiento de las leyes naturales del obrar. Conociendo las leyes del obrar, podemos predecir verdades de hecho universales y necesarias, según determinadas condiciones. Tales condiciones definen lo posible y lo imposible, frente a la necesidad metafísica.
El mundo se entiende entonces como una unidad de “composibles”, según Leibniz en el que, de hecho ha de integrarse la libertad de la acción de las mónadas, al menos en lo referente a la mónada humana en la que claramente existe la libertad.
“César pasó el Rubicón” es una verdad de hecho, puesto que “pudo no haberlo pasado”. Al menos así podemos concebir dicha posibilidad sin caer en contradicción. No `parece que "pasar el Rubicón" pertenezca a la "identidad" de "César", puesto que César seguiría siendo César, aunque no pasara el Rubicón.
Así se justifican las verdades de hecho frente a las verdades de razón puesto que las primeras solo pueden conocerse a posteriori, es decir, una vez que hayan sucedido, mientras que las segundas pueden conocerse a priori por medio del análisis del sujeto.
La diferencia esencial entre verdades de razón y verdades de hecho,  es el ser las primeras necesarias por ser analíticas en sentido lógico, mientras que las segundas son contingentes, en tanto que dependen de la acción de unas causas.
Para Leibniz, no obstante, la verdad de hecho se funda en una limitación del conocimiento humano en cuanto incapacidad de análisis total para llegar a los elementos esenciales, es decir al conocimiento elemental de las mónadas.
Pero una mente infinita, como la de Dios, identifica el sujeto con todos sus predicados posibles como verdad de razón, pues es en el sujeto, como sustancia primera, entendida como elemento del ser múltiple y activo, las mónadas, donde se encuentra la razón suficiente de todos sus predicados.
En efecto el predicado referente a César, “pasar el Rubicón”, exige una razón suficiente para su existencia como realidad y como verdad referida a César. Dicha razón suficiente ha de encontrarse en la noción misma de “César” como sujeto de sus propios predicados, pues cada mónada se constituye a sí misma por su acción, es decir, por sus predicados. 
César tiene que tener y ser la razón suficiente de todos sus actos, y si son libres razón de más. Por tanto su identidad coincide con todos sus predicados. El César que no pasara el Rubicón ya no sería César; sería otro César diferente. 
Las mónadas son ante todo principio de actividad; son sujetos de su acción e incomunicables, aunque reflejen la realidad del mundo.
Según este principio, pues, las verdades de hecho son, en definitiva, también verdades de razón. Pues la actividad de la mónada encierra en sí todos sus predicados y la causalidad no interfiere en la actividad de las demás. Las mónadas son incomunicables y el mundo se explica conforme a la armonía preestablecida por Dios en la configuración de este mundo como “el mejor de los posibles”.
Hoy esta distinción tiene únicamente un contenido lógico-formal, toda vez que la metafísica ha perdido su sentido de conocimiento como “ciencia”.
Las verdades de razón son consideradas únicamente bajo el punto de vista de tautológico, como verdades formales y analíticas.